# Filumè (escultor)
Filumè (en llatí Phileumenos, en grec antic Φιλεύμενος) era un escultor grec el nom del qual va ser descobert per primer cop l'any 1808 en una inscripció al suport d'una estàtua de la Villa Albani a Itàlia, on hi ha una altra estàtua que és amb seguretat del mateix autor.
Les dues estàtues són de marbre pentèlic i sembla que corresponen a l'escola àtica d'escultura del temps d'Hadrià (segle ii).